# Terminal de Messejana
O Terminal Messejana é um terminal de integração de ônibus urbano, localizado entre a avenida Jornalista Tomaz Coelho e rua Taquatiara, no bairro Messejana, pertencente a Secretaria Executiva Regional VI, município de Fortaleza, Ceará.
Ao todo operam 58 linhas com circulação em média de 230 veículos por hora, transportando mais de 135 mil pessoas diariamente, sendo o segundo mais movimentado de Fortaleza perdendo somente para o terminal do Papicu.
Esse terminal é atendido pelo corredor de BRT (Bus Rapid Transit) Messejana-Centro, pertencente ao Expresso Fortaleza.

## Histórico

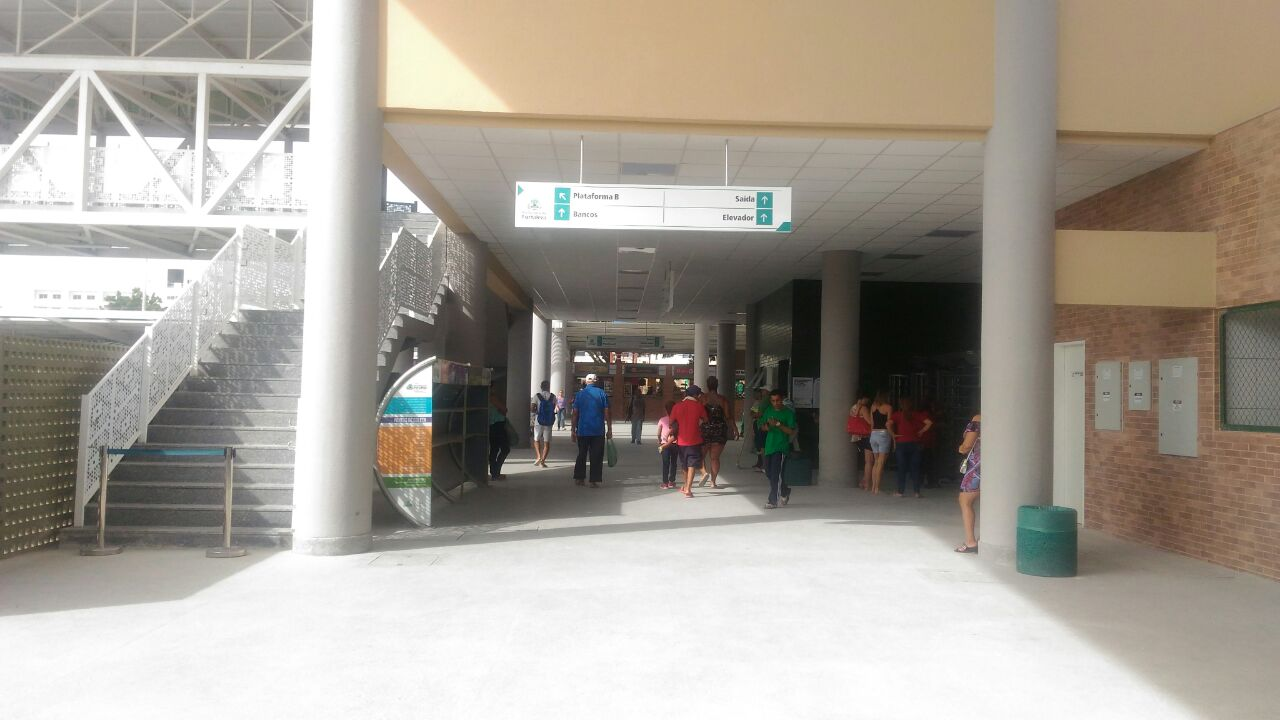
Hall de ligação entre as plataformas A e C, onde se localiza a entrada e a escada de acesso a passarela a plataforma B no terminal de ônibus urbano da Messejana.

No inicio, 1991, quando o Sistema Integrado de Transporte de Fortaleza (SITFOR) foi pensado, cogitou-se na possibilidade da criação de espaços públicos, onde determinado número de linhas de coletivos deveriam convergir e interagir, formando um ambiente de passagem e troca de condução por parte de quem fosse transportado por esses coletivos. 
A ideia inicial era a formação de lugares onde ônibus deixavam os passageiros para que estes pudessem continuar suas viagens sem ter que pagar outra passagem pegando outro ônibus, constituindo uma rede de transportes facilitadora do deslocamento pela cidade. Estes espaços inicialmente planejados receberam a denominação de Terminais de Integração de Coletivos, e foram distribuídos em locais específicos da cidade para atender à demanda de toda a população de Fortaleza. Em 01 de Julho de 1992, sob o comando do então prefeito Juraci Vieira de Magalhães, o atual sistema de transporte entrou em operação com a inauguração dos terminais de integração de Antônio Bezerra e Messejana.
No dia 27 de Julho de 2016, a Prefeitura de Fortaleza autorizou as obras de reforma do Terminal de Messejana, como parte da construção do corredor Messejana-Centro do sistema Expresso Fortaleza. A primeira-dama de Fortaleza, Carol Bezerra, participou da assinatura da ordem de serviço, ao lado do secretário de Infraestrutura, Samuel Dias e do secretario da Regional VI, Renato Lima. Com a reforma o Terminal passa a ser o segundo de Fortaleza a ser completamente reconstruído, depois do Terminal Antônio Bezerra reinaugurado em janeiro de 2014.
No dia 30 de janeiro de 2017 as atividades do terminal passaram para um prédio anexo, para dar continuidade as obras, a entrada de usuários às três plataformas, que abrigão 26 pontos de embarque e desembarque de 57 linhas, se deu pela rua Taquatiara, na parte de trás do antigo terminal. Dezesseis (16) linhas ficam nos pontos próximos aos boxes, na rua Santa Clara de Assis. Outras 41 se locarizaram próximas à rua Taquatiara, por onde também ocorria a saída dos veículos. A entrada dos coletivo, durante esse período, era feita pela rua Jornalista Tomaz Coelho.

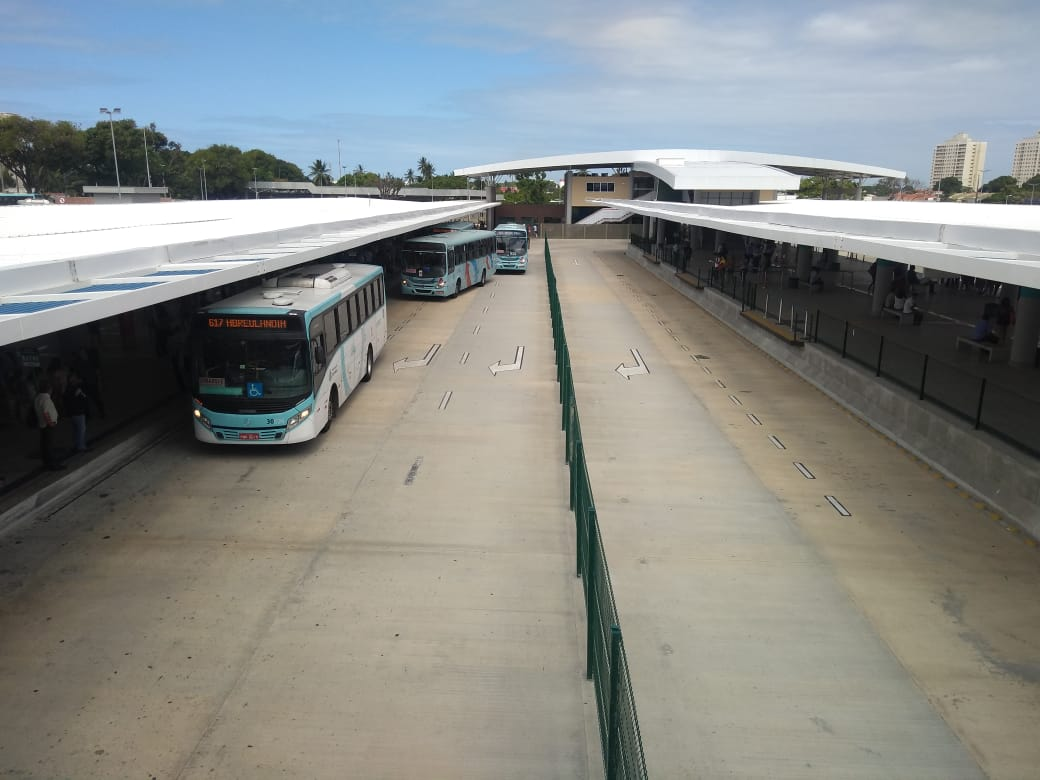
Vista do terminal de umas das passarelas.

Durante o primeiro dia da nova estrutura anexa, houve muita desorientação e reclamações por partes dos usuários, muitos chegavam à antiga entrada em busca de informações. Direcionados por funcionários do terminal, taxistas e moto-taxistas para o novo endereço, eles caminhavam perto a andaimes e fios de instalação elétrica. No espaço provisório, agentes do Sindicato das Empresas de Transporte de Passageiros do Ceará (Sindiônibus) também orientavam os usuários. No anexo, duas plataformas acumulam toda a estrutura das antigas instalações. A entrada principal de passageiros deixa a avenida Jornalista Tomaz Coelho e passa a ser na rua Taquatiara. “Não há perda para o usuário porque a gente está trazendo os atributos de conforto para o (terminal) provisório. Estamos fazendo reforma e ampliação e por isso estamos funcionando num espaço menor. Pedimos compreensão”, comentou Antônio Ferreira, então presidente em exercício da Empresa de Transporte Urbano de Fortaleza (Etufor).
No dia 27 de Janeiro de 2018, há quase um ano do funcionamento da estrutura anexa, o novo terminal de Messejana passou a operar com duas plataformas, já que a plataforma central ainda não havia sido concluída, passando no período por testes. Em um novo formato, a grande diferença foi a mudança de sentido das plataformas, que passou a facilitar a entrada e a saída dos ônibus com um fluxo tranquilo, diminuindo o tempo de espera, tornando o embarque e desembarque mais rápido. A Central de Distribuição de Medicamentos foi um dos serviços inaugurados no novo terminal, com 84 medicamentos que "nunca vão faltar", segundo o prefeito de Fortaleza, Roberto Cláudio. Todas as mudanças agradaram os passageiros que utilizam o terminal, mesmo que na época ainda não estava 100% concluído.
Enfim, no dia de 08 de Junho de 2018 todas as obras do novo terminal de Messejana são concluídas com a inauguração da plataforma B. As novas instalações incluíram 33 paradas de ônibus, bilheteria, passarelas, elevadores, novos boxes, cobertas metálicas, além de um prédio administrativo. Também foram construídos um posto para a Guarda Municipal e um bicicletário. Com as modificações, o terminal passa a ter embarque e desembarque “em nível”, na plataforma central, de forma semelhante às estações dos corredores exclusivos de ônibus.

## Características

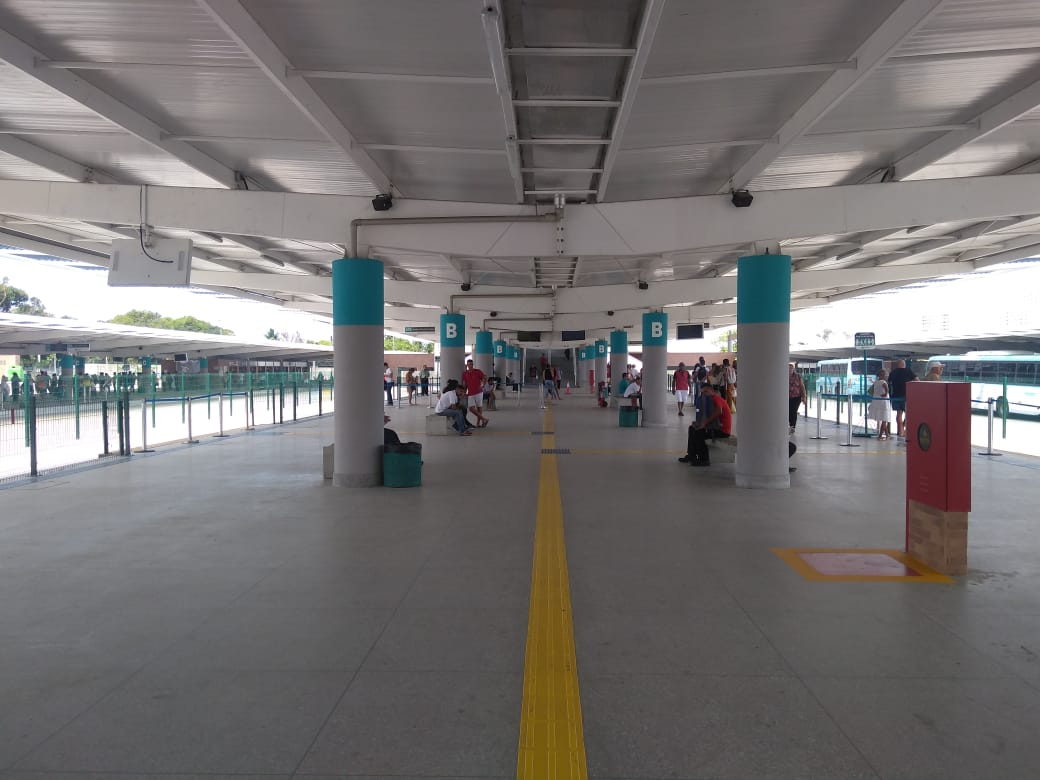
Plataforma B (Central) do Terminal.

A edificação original era composta por duas plataformas de embarque cobertas por uma série de abobadas pré-fabricadas de concreto sobre duas filas de pilares cilíndricos, entre as filas de pilares estavam locados equipamentos sanitários, lojas de alimentos e serviços. O terminal possuía uma terceira plataforma para desembarque que recebeu uma cobertura metálica.
A pavimentação das vias internas do terminal era em pedra granítica (calçamento) e piso industrial nas plataformas de pedestre, exceto na plataforma de desembarque que possuía revestimento em calçamento, o revestimento dos blocos de serviços e sanitários era em cerâmica e a estrutura de cobertura e pilares em concreto aparente. Ao longo dos tempos e com uma sobrecarga operacional sempre crescente, o Terminal de Messejana foi se mostrando degradado e obsoleto diante da demanda de circulação da cidade.

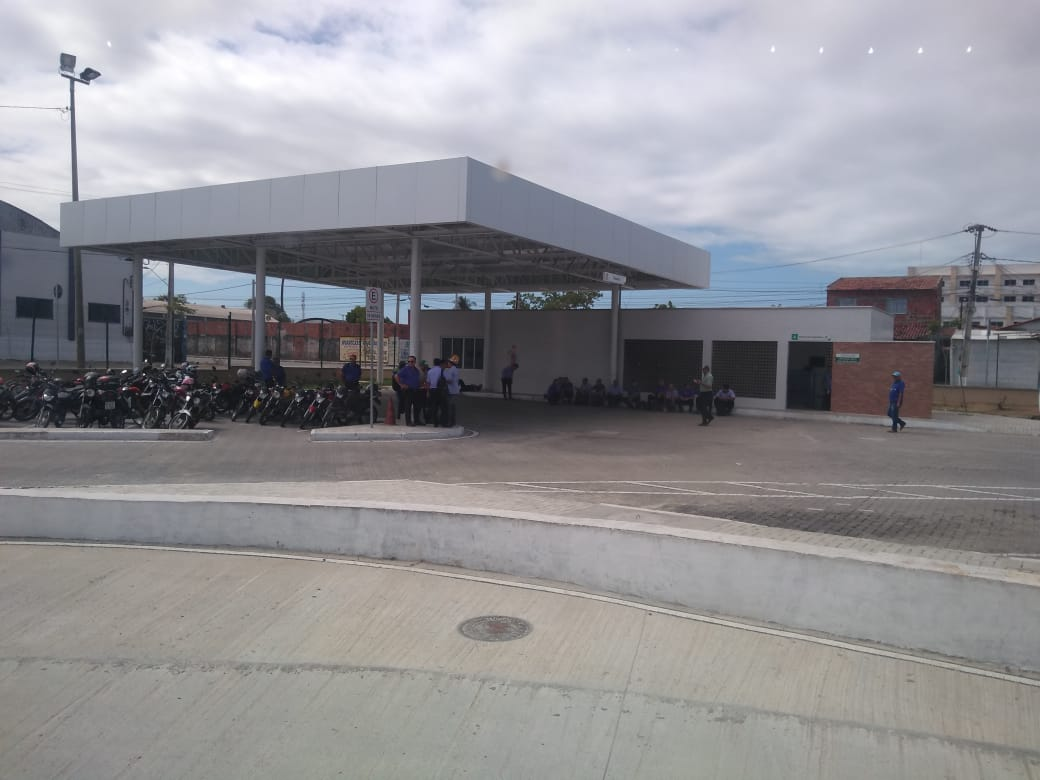
Área de descanso para motoristas e cobradores do Terminal de Integração Urbano da Messejana em Fortaleza, Ceará, Brasil.

Vários problemas foram sendo identificados tais como: áreas de embarque insuficientes e consequentemente ineficientes durante o transbordo de passageiros, instalações em estado de conservação degradado, sanitários sem condições higiênicas básicas, problemas de segurança, desconforto físico provocado pela insolação constante, devido a orientação norte/sul do terminal e a ausência de beiral nas cobertas com pé-direito elevado.
A reforma autorizada garantiu uma ampliação de 71% do espaço. Com isso, o novo Terminal de Messejana passou dos atuais 4 mil m² para 6.850m² de área construída. Foram construídas três plataformas de embarque e desembarque, passarelas para pedestres, rampas e placas de sinalização de acordo com as normas de acessibilidade. O interior do terminal também passou por adequações viárias, com a implantação de pavimento rígido em concreto. Esse tipo de pavimento é bem mais resistente ao intenso fluxo de veículos e garante a longevidade da pista, diminuindo a incidência de buracos.
O novo terminal tem também área administrativa, bilheteria, bicicletário, posto para Guarda Municipal, além de boxes de variedades, banheiros acessíveis, sala de controle, almoxarifado, refeitório, Estação de Tratamento de Esgoto (ETE). Além disso, existe uma área para descanso de motoristas e cobradores, além de estacionamentos para ônibus e plataforma elevatória para pessoas com dificuldades de locomoção. A estrutura conta ainda uma praça urbanização e revitalização anexa ao terminal, sendo mais uma opção de lazer para os moradores da região. O espaço ganhou 2 mil m² de novo piso, mobiliário urbano, paisagismo com gramado, plantio de arbustos e 113 mudas de árvores de espécies nativas.

## Galeria

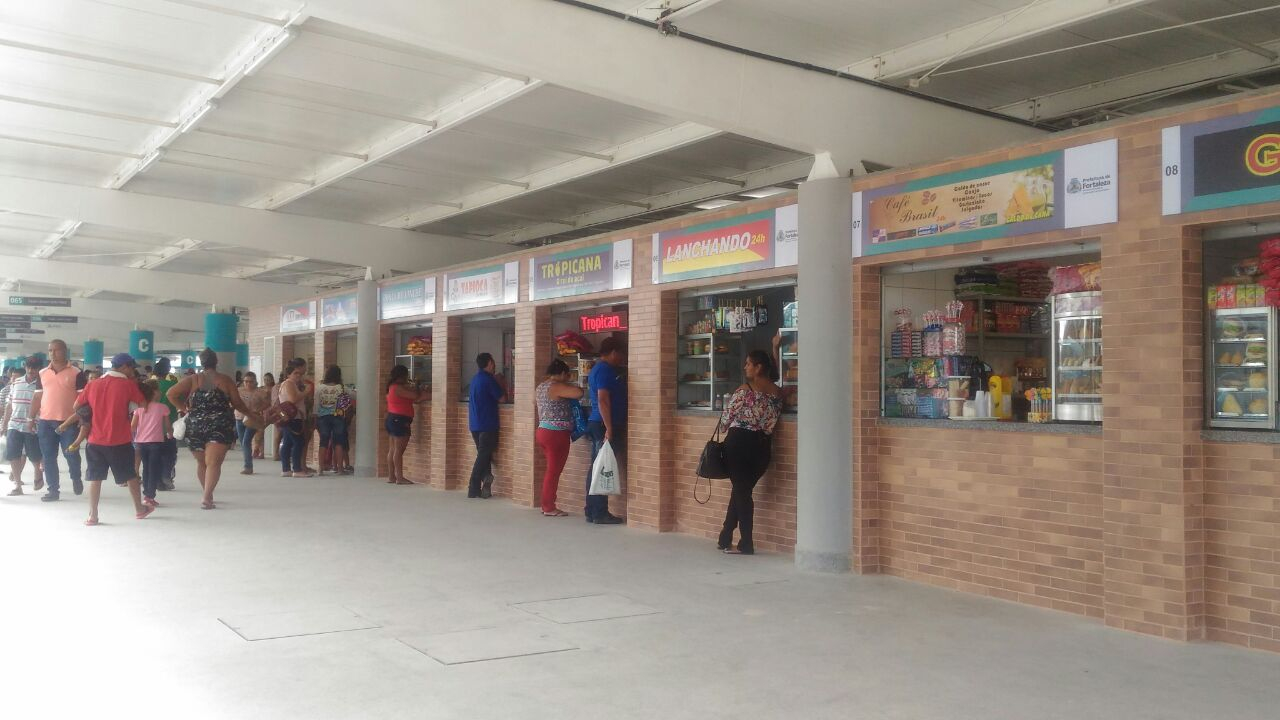
Lanchonetes do terminal.
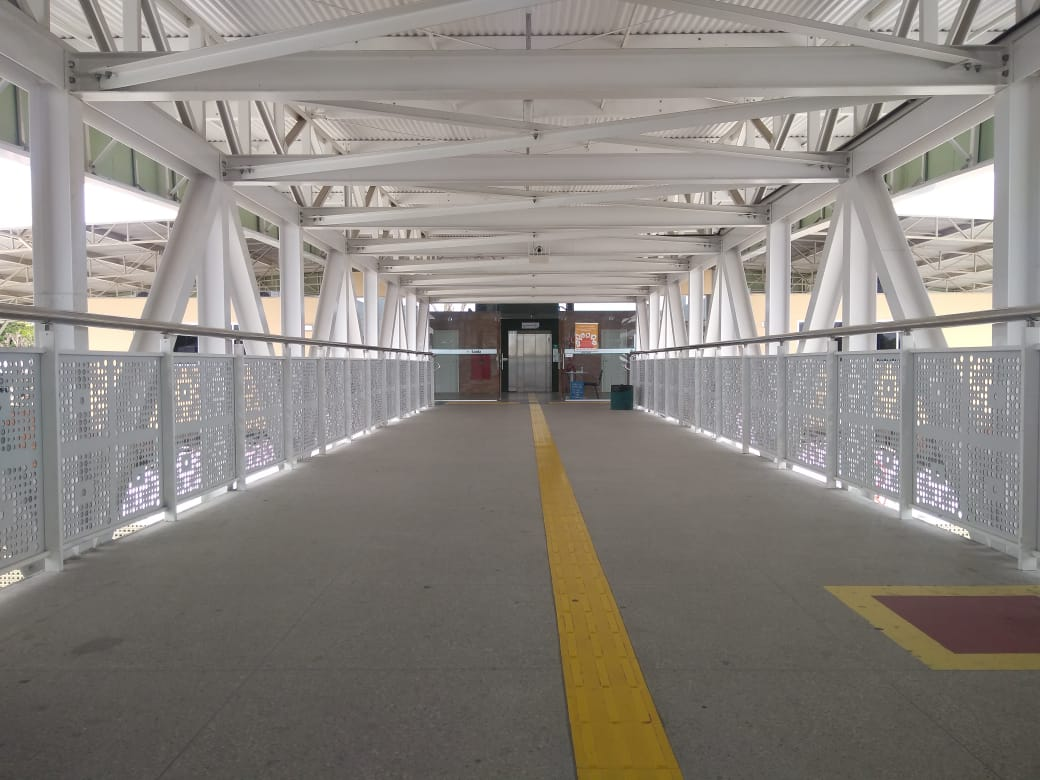
Passarela do Terminal.
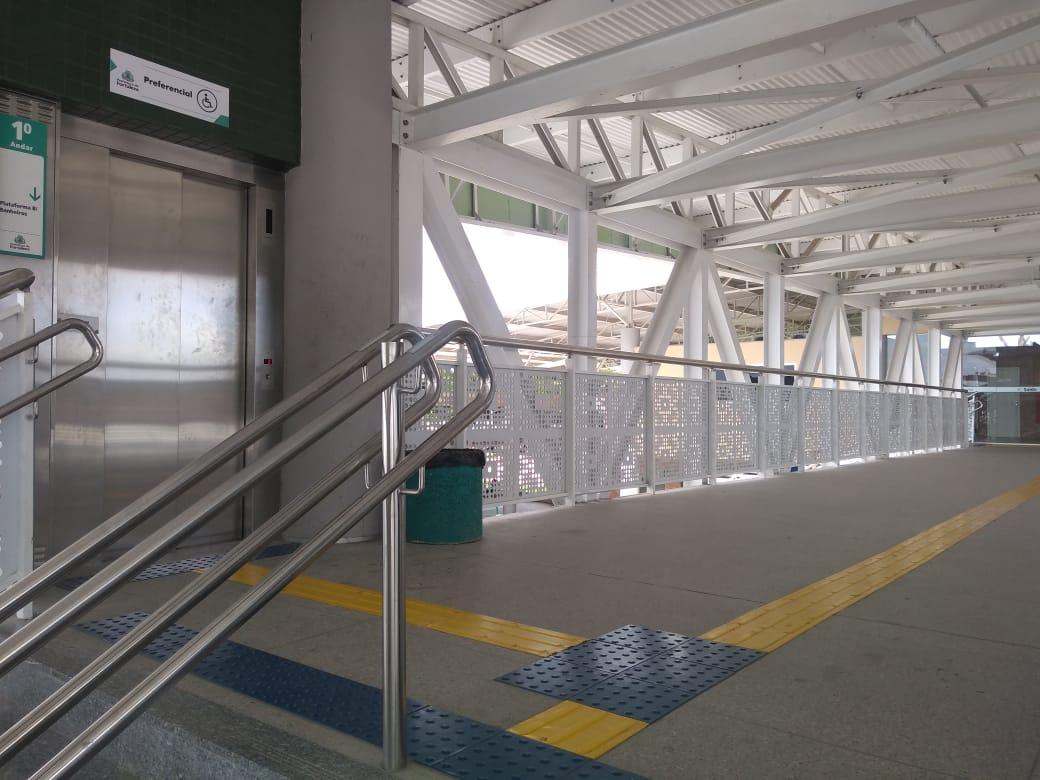
Elevador e piso podotatil.
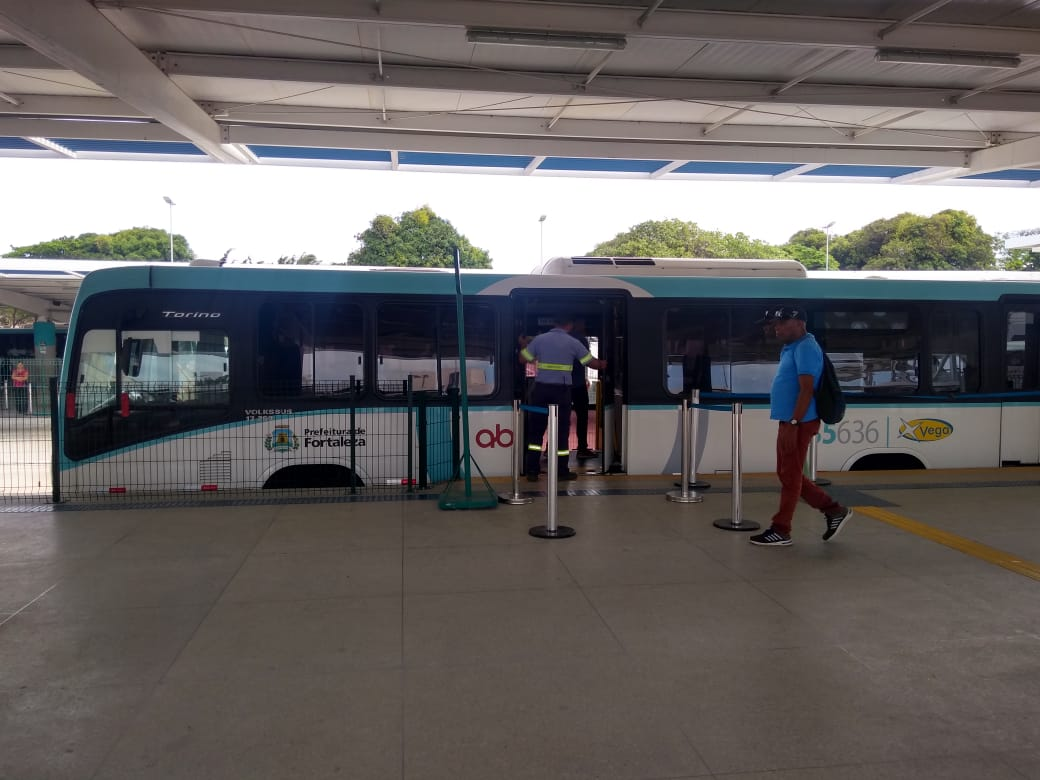
Ônibus na plataforma B (Central)
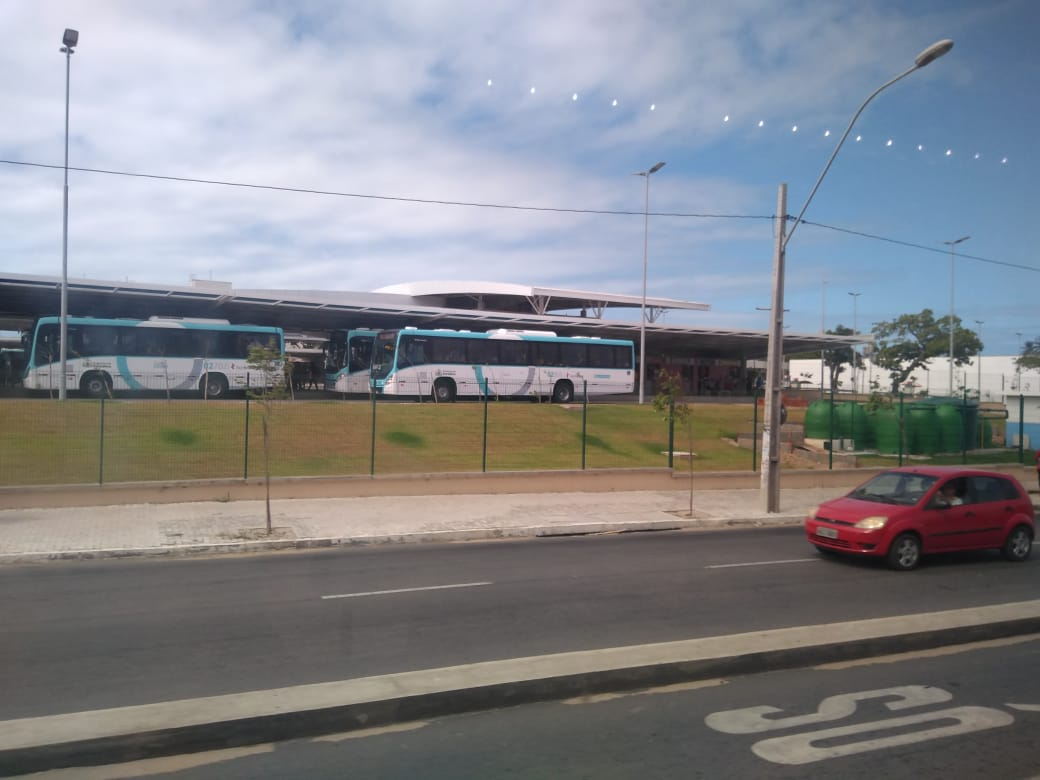
Lateral do terminal visto da avenida Jornalista Tomaz Coelho.
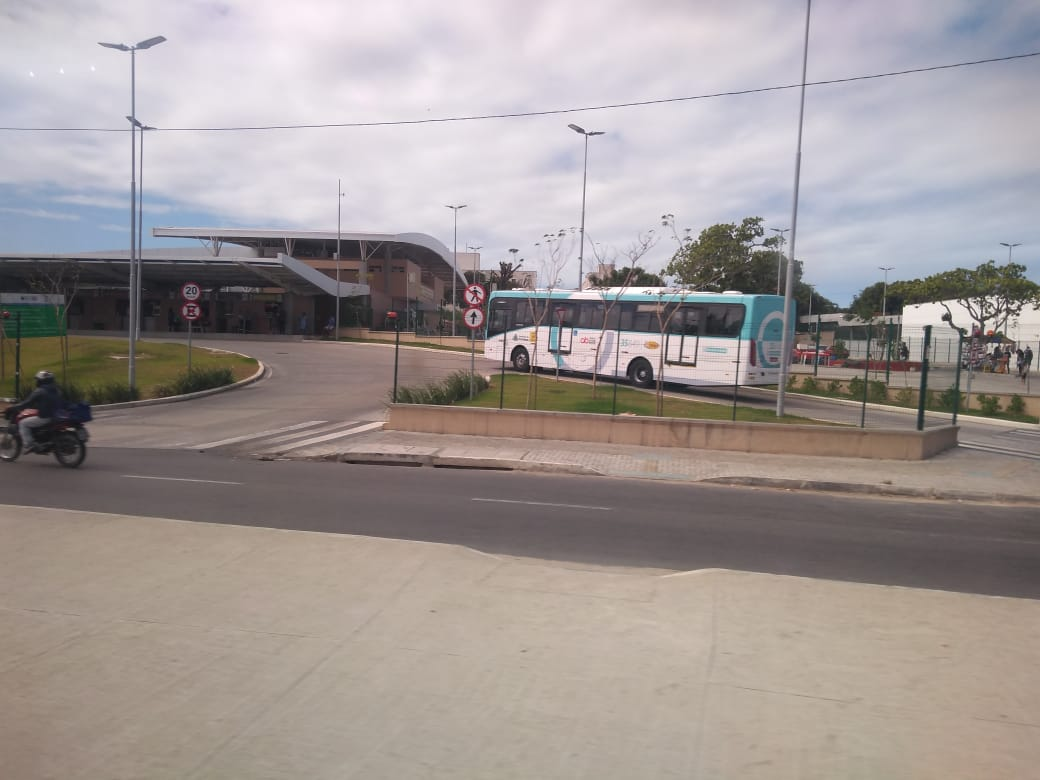
Acesso ao Terminal